# Ureaplasma
Ureaplasma je rod drobných bakterií z čeledi Mycoplasmataceae. Od ostatních bakterií třídy Mollicutes se odlišuje tím, že má ureázu (enzym schopný rozkládat močovinu) a podle toho je odvozen název. Další určování těchto bakterií na úrovni druhu se provádí pomocí sérologických testů (dle antigenů), analýzou proteinů a dle GC obsahu. Některé jsou patogenní.

## Vlastnosti
Ureaplasma jsou sice polymorfní, ale tvoří především buňky kokovitého a kokobacilovitého tvaru. Ty jsou velké pouze asi 330 nm, jsou tedy jedny z nejmenších bakterií na světě. Jsou nepohyblivé a mikroaerofilní.

## Druhy
Do tohoto rodu řadíme především šest rodů:
- Ureaplasma canigenitalium
- Ureaplasma cati
- Ureaplasma diversum
- Ureaplasma felinum
- Ureaplasma gallorale
- Ureaplasma urealyticum